# قائمة أنفاق الجزائر
هذه القائمة تحتوي أنفاق طرق المركبات والسكك الحديدية في الجزائر .

## أنفاق الطرق
| اسم            | الطول [م]                          | سنة  | البلدية (البلديات)       | طريق / طريق سريع |
| -------------- | ---------------------------------- | ---- | ------------------------ | ---------------- |
| نفق خراطة      | 6900 م                             | 1988 | خراطة                    | N9               |
| نفق الشفة      | 4800 م 3900 م البليدة 900 م المدية | 2019 | سيدي المداني ، الحمدانية | A1               |
| نفق القنتور    | 2500 م                             | 2015 |                          | A2               |
| نفق بوزكزة     | 2450 م                             | 2011 | الأخضرية                 | A2               |
| نفق سيدي عيش   | 1700 م                             |      | سيدي عيش                 | A20              |
| نفق الجباحية   | 1300 م                             | 2013 | الجباحية                 | A2               |
| نفق واد أوشايح | 900 م                              | 1991 | باش جراح                 |                  |
| النفق الجامعي  | 120 م                              | 1948 | الجزائر العاصمة وسط      |                  |

## أنفاق السكك الحديدية
| اسم         | الطول [م] | سنة  | البلدية (البلديات) | خطوط                              |
| ----------- | --------- | ---- | ------------------ | --------------------------------- |
| نفق القنطاس | 7 300 م   | 2019 | الحسينية           | الخط من الجزائر العاصمة إلى وهران |
| نفق اليشير  | 5 202 م   | 2002 | اليشير ، المنصورة  |                                   |
| نفق رمضان   | 2 900 م   | 2016 |                    | الخط من الجزائر العاصمة إلى وهران |

## انظر كذلك
- قائمة أطول الأنفاق حسب الدولة
- قائمة أطول الأنفاق في العالم